# Данстан, Уильям
Уильям Данстан (англ. William Dunstan; 8 марта 1895, Балларат, Австралия — 2 марта 1957, Тоорак, Австралия) — австралийский кавалер Креста Виктории, лейтенант.

## Биография
Родился 8 марта 1895 года.
В возрасте двадцати лет стал капралом 7-го батальона Австралийских имперских сил. Был награждён Крестом Виктории за свои действия 9 августа 1915 года: враг предпринял контратаку по центру, вновь захватил траншею, взорвал баррикаду, но лейтенант (Фредерик Табб) и два капрала (Александер Бертон и Уильям Данстан) отразили врага и восстановили баррикады. Несмотря на то что численность противника была вдвое больше и баррикады каждый раз взрывались, каждый раз враги были отбиты, а баррикады восстанавливались.
Данстан был слепой в течение почти года после битвы у одинокой сосны. Позже он добился звания лейтенанта. До войны Данстан был посыльным в магазине. После Второй мировой войны он стал генеральным менеджером газеты Руперта Мёрдока.